# Бурачок Євген Степанович
Бурачо́к Євге́н Степа́нович (рос. Бурачёк Евгений Степанович, 8 січня 1836, Петербург — 1911, там же) — дослідник Далекого Сходу українського походження, контр-адмірал, перший начальник військового порту Владивосток.

## Біографія
Вийшов із старовинного збіднілого шляхетського роду, що походив з Галичини, далекий родич Ю. Ф. Лисянського. Батько — Степан Бурачок — відомий кораблебудівельник та літературний критик, народився в селі Заньки Ніжинського повіту Чернігівської губернії.
Після закінчення Морського корпусу в 1853-1858 роках служив на різних суднах Балтійського флоту.
У 1859-1861 роках у чині лейтенанта на кліпері «Разбойник» у ході навколосвітнього плавання здійснив перехід з Кронштадта до щойно заснованого військового посту Владивосток, де через хворобу був списаний на берег.
Невдовзі змінив першозасновника міста прапорщика М. Комарова на посаді начальника посту. Під його безпосереднім керівництвом розпочалася активна цивільна забудова Владивостока. Виступив одним із ініціаторів пошуку й видобутку кам'яного вугілля на узбережжі Амурської затоки. Став першим начальником заснованого ним військового порту Владивосток.
У 1863 роках на корветі «Ринда» повернувся до Санкт-Петербургу, попутно проводячи дослідження нижньої течії річки Стикин (на Алясці). У наступні роки служив на Балтиці, переважно на берегових командних посадах.
Капітан-лейтенант (1874), капітан 1-го рангу (1878), контр-адмірал (1888).
1888 року звільнений зі служби, однак до 1896 року залишався членом Морського технічного комітету.

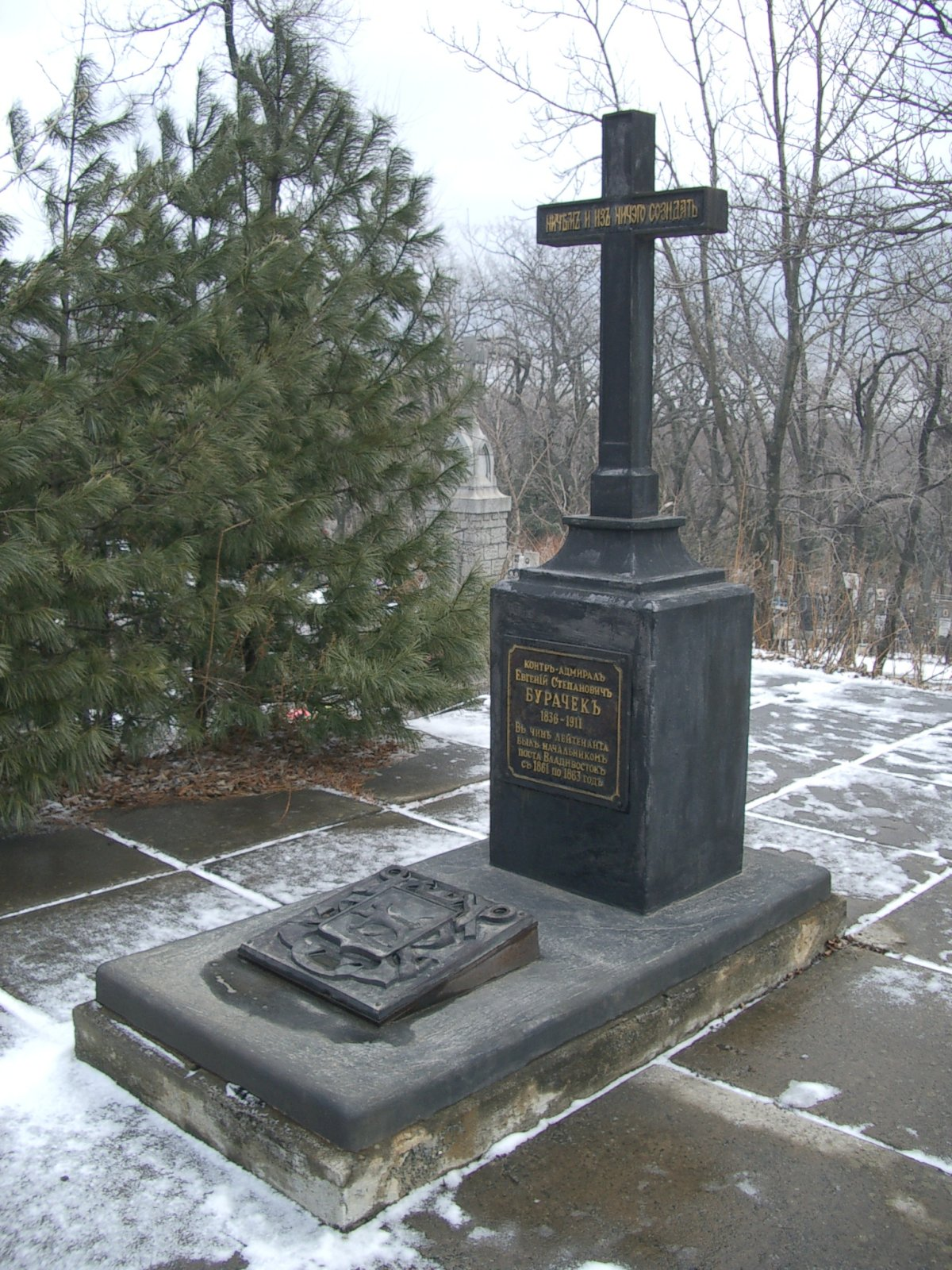
Могила Євгена Бурачка на Морському кладовищі у Владивостоці

Помер і був похований у Петербурзі, 1988 року його прах перенесено на Морський цвинтар Владивостока.

## Пам'ять
У Владивостоці його ім'ям названо вулицю.